# Apechoneura arida
Apechoneura arida är en stekelart som beskrevs av Ian D. Gauld 2000. Apechoneura arida ingår i släktet Apechoneura och familjen brokparasitsteklar. Inga underarter finns listade i Catalogue of Life.